# Brandkatastrophe in der Munitionsfabrik Wöllersdorf

Befüllung der Geschoßhülsen im Objekt 143 der Munitionsfabrik Wöllersdorf

Der Brandkatastrophe in der Munitionsfabrik Wöllersdorf ereignete sich am 18. September 1918 in der als „Objekt 143“ bezeichneten Fertigungshalle der Munitionsfabrik in Wöllersdorf-Steinabrückl, heute Wöllersdorfer Werke, gegen Ende des Ersten Weltkriegs in der Österreichisch-Ungarischen Monarchie. Mindestens 423 Menschen kamen um, da die Fluchtwege versperrt waren.

## Hergang
Während des Krieges waren viele Frauen in der Rüstungsindustrie beschäftigt.
In der Halle der Fabrik, zu der mehrere hunderte Gebäude zählten, füllten Frauen Schießpulver (Cellulosenitrat) in Leinensäcke und steckten in diese Zündhütchen. Die seitlichen Tore waren durch Gittertore ersetzt, um eine bessere Belüftung zu ermöglichen. Das aus Soldaten bestehende Aufsichtspersonal hatte die seitlichen Ausgänge versperrt, da die Frauen hier schon vor zwölf Uhr die Halle verließen, um rechtzeitig bei der Ausgabe des Mittagessens zu sein. Um 11:30 Uhr fiel eine Patronenhülse zu Boden und erzeugte dabei eine Stichflamme. Das umliegende Pulver entzündete sich. Die Kleidung der Arbeiterinnen fingen Feuer. Die Seitentüren wurden zu spät geöffnet. Viele Leichen wurden später vor den Ausgängen gefunden. Nur wenige Arbeiterinnen überlebten.
Die Augenzeugin Eugenie Lichtenwörther, die in einem anderen Gebäude gearbeitet hatte, berichtete: „Als man die Tore mit Mühe aufbrachte, stürzten Überlebende vor Schmerzen brüllend ins Freie. Die meisten brachen hier sofort zusammen.“
Der Dechant Karl Minichthaler aus Wöllersdorf berichtete in der Chronik seiner Pfarrerei „Es war ein jammervoller Anblick. Ganz nackt brachte man die Armen in den Krankensaal - denn die Stichflamme der pulverisierten Nitrozellulose hatte sämtliche Bekleidung im Nu verzehrt. Am gantzen Körper verbrannt lagen die Verwundeten und Sterbenden röchelnd auf ihren Schmerzenslagern, bis die Ärzte und Pflegerinnen alle der Reihe nach verbanden. Viele verstarben ihnen unter den Händen.“ Über die Bergung der Leichen berichtete er: „Rasch arbeiteten die Leute, denn Wagen folgte auf Wagen. Sie hatten Eile, um die Toten alle noch vor Einbruch der Nacht zur bergen. Wie versteinert grinsten uns die entstellten, indianerbraun gefärbten Gesichter der Toten entgegen. Steif ragten ihre Glieder in die Luft. Splitternackt, denn alles an ihnen war versengt, bis auf die Schuhe, welche die meisten noch anhatten. So lagen die meist jungen toten Frauen auf dem Boden.“
Aus Zensurgründen berichtete die Presse erst drei Tage später über das Unglück.
Die Arbeiter Zeitung berichtete am 21. September 1918: „Junge Mädchen, halbe Kinder noch, gestern noch voll Hoffnungen auf ein lachendes Lebensglück, das sie dereinst entschädigen werde für die Nöte und Mühsale der Kriegszeit; Frauen, deren Kinder noch kaum ahnen, daß sie die Mutter nie, nie wiedersehen werden, und deren Gatten, fern im Schützengraben, zur Stunde noch nicht wissen, daß sie die Lebensgefährtin verloren haben, die so lang vergebens den Tag ersehnt hat, der ihr den Gatten wiedergeben werde – sie alle wird die Arbeiterschaft von Wöllersdorf morgen in die Erde betten.“
Die westungarische Wochenzeitung Grenzpost meldete am 27. September 1918 über Betroffene aus Schattendorf: „Unsere Gemeinde ist durch die Explosionsgefahr in Wöllersdorf in großer Trauer versetzt worden. Vierzehn hiesige Mädchen lassen seitdem Unglückstage von sich nichts mehr hören, weswegen angenommen werden muß, daß auch sie all am kritischen Tage umgekommen sind. Es sind zwar schon mehrere Angehörige nach Wöllersdorf abgereist, doch konnten sie mit Rücksicht auf die Verstümmelung der Leichen, die alle ganz verkohlt sind, die Identität nicht feststellen.“
Die Opfer wurden in den folgenden Tagen unter anderem auf den Friedhöfen in Steinabrückl (41 Opfer in einem Massengrab), Piesting, Winzendorf, Bad Fischau und Wiener Neustadt (180 Leichen in fünf Massengräbern) bestattet. Es gab weder strafrechtliche Konsequenzen noch eine Entschädigung für die Opfer oder Hinterbliebenen.